# Front Social Démocrate

SDF-Logo

Die Front Social Démocrate bzw. Social Democratic Front (Sozialdemokratische Front; die französische und englische Bezeichnung werden parallel verwendet), abgekürzt SDF, ist eine sozialdemokratisch ausgerichtete politische Partei im westafrikanischen Staat Kamerun.
Vorsitzender der Partei seit ihrer Gründung 1990 war bis zu seinem Tod im Juni 2023 John Fru Ndi. Die Partei ist Vollmitglied der Sozialistischen Internationale.
Sie ist die größte und politisch aussichtsreichste Oppositionspartei des Landes. Ihre Stammwählerschaft hat sie vor allem in den anglophonen Landesteilen im Nord- und Südwesten (vergleiche Südkamerun). Bei den nationalen Parlamentswahlen im Jahr 2013 gewann die Partei 18 der 180 Sitze in der Nationalversammlung. Ihre besten Ergebnisse erhält die Partei in der Regel in der Provinz Nord-Ouest.
Die Partei ist sozialdemokratisch ausgerichtet und stellt sich scharf gegen die starke Stellung des Präsidenten Paul Biya sowie gegen den großen Einfluss seiner Partei Rassemblement Démocratique du Peuple Camerounais.